# Штрелов, Хайнц
Хайнц Штрелов (нем. Heinz Strelow; 15 июля 1915 года, Гамбург, Германия — 13 мая 1943 года, Берлин, Германия) — немецкий журналист, унтер-офицер, антифашист, член движения Сопротивления во время Второй мировой войны, член организации «Красная капелла».

## Биография
Хайнц Штрелов родился 15 июня 1915 года в Гамбурге, в Германской империи. Родители его были коммунистами. Сам он был одним из первых членов Коммунистического союза молодёжи Германии (KJVD). В 1933 году несколько недель провёл в тюрьме Гамбург-Фульсбюттель. После освобождения продолжил свою деятельность в движения Сопротивления вместе с рабочей молодёжью и организовал группу в Гамбурге, которая поддерживала связь с Клаусам Бюкингом и Густавом Борнзеном в Бремене., а также контакты с инструктором KDP Конрадом Бленке.
В 1940 году нес военную службу в Гамбурге. В конце 1941 года познакомился с Като Бонтьес ван Бек. Вместе они переехали в Берлин-Шарлоттенбург, где принимали участие в деятельности движения Сопротивления: печатали и распространяли нелегальные издания и листовки с призывами к борьбе и сопротивлению нацистам. Некоторое время сотрудничали с группой Харро Шульце-Бойзена, но в августе 1942 года отделились от неё и продолжили борьбу самостоятельно.

### Арест и казнь
20 сентября 1942 года Като Бонтьес ван Бек была арестована гестапо, а в начале октября 1942 года арестовали и Хайнца Штрелова. 18 января 1943 года за «пособничество врагу» суд приговорил его к высшей мере наказания.
13 мая 1943 года Хайнц Штрелов был обезглавлен в тюрьме Плёцензее в Берлине.